# Kituku
Kituku este un oraș în  provincia Haut-Congo, Republica Democrată Congo. În 2012 avea o populație de 44 981 de locuitori, iar în 2004 avea 38 340.